# Steel (album)
Steel è l'album di debutto del gruppo heavy metal finlandese Battle Beast.

## Tracce
Testi e musiche di Anton Kabanen.
1. Enter the Metal World – 4:38
2. Armageddon Clan – 5:08
3. The Band of the Hawk – 4:40
4. Justice and Metal – 2:38
5. Steel – 4:20
6. Die-Hard Warrior – 2:56
7. Cyberspace – 3:59
8. Show Me How to Die – 4:19
9. Savage and Saint – 5:40
10. Iron Hand – 4:04
11. Victory – 3:50

Traccia bonus della versione internazionale
1. Stay Back – 4:04

## Formazione
- Nitte Valo - voce
- Anton Kabanen - chitarra, cori
- Juuso Soinio - chitarra
- Eero Sipilä - basso, cori
- Janne Björkroth - tastiere
- Pyry Vikki - batteria

## Date di pubblicazione
| Paese       | Data di pubblicazione |
| ----------- | --------------------- |
| Finlandia   | 11 aprile 2011        |
| Italia      | 1º dicembre 2011      |
| Germania    | 1º dicembre 2011      |
| Polonia     | 1º dicembre 2011      |
| Regno Unito | 27 gennaio 2012       |
| Francia     | 27 gennaio 2012       |
| Spagna      | 27 gennaio 2012       |
| Portogallo  | 27 gennaio 2012       |
| Paesi Bassi | 27 gennaio 2012       |
| Belgio      | 27 gennaio 2012       |
| Svezia      | 23 maggio 2014        |

## Classifiche
| Classifica (2011) | Posizione massima |
| ----------------- | ----------------- |
| Finlandia         | 7                 |